# Crotalaria lachnosema
Espèce
Crotalaria lachnosema est une espèce de plantes à fleurs de la famille des Fabaceae et du genre Crotalaria présente en Afrique tropicale.

## Description
C'est une herbe ligneuse (ou petit arbuste) vivace, d'une hauteur de 0,7 à 2 ou 3 m.

## Distribution
L'espèce est présente principalement en Afrique de l'Ouest (Mali, Guinée, Sierra Leone) jusqu'au Soudan,.

## Habitat
On la rencontre dans les savanes, parfois au bord des rivières et sur des formations rocheuses.